# 曼齊夫卡
50°0′59″N 37°24′40″E / 50.01639°N 37.41111°E
曼齊夫卡（烏克蘭語：Манцівка）是位於烏克蘭東部的村莊，由哈爾科夫州庫皮揚斯克區的大布尔卢克市镇負責管轄。該村始建於1750年，面積0.61平方公里，海拔高度177米，2001年人口244，人口密度每平方公里400人。